# Czeremcha (gmina)
Pour les articles homonymes, voir Czeremcha.
Czeremcha est une gmina rurale du powiat de Hajnówka, Podlachie, dans le nord-est de la Pologne, à la frontière avec la Biélorussie. Son siège est le village de Czeremcha, qui se situe environ 29 km au sud-ouest de Hajnówka et 68 km au sud de la capitale régionale Białystok.
La gmina couvre une superficie de 96,73 km2 pour une population de 3 644 habitants.

## Géographie
La gmina inclut les villages de Berezyszcze, Bobrówka, Borki, Chlewiszcze, Czeremcha, Czeremcha-Wieś, Derhawka, Gajki, Jancewicze, Konik, Kuzawa, Opaka Duża, Opalowanka, Osyp, Piszczatka, Podorabie, Pohulanka, Połowce, Pożniki, Repiszcza, Sielakiewicz, Stawiszcze, Terechy, Turowszczyzna, Wólka Terechowska et Zubacze.
La gmina borde les gminy de Kleszczele, Milejczyce et Nurzec-Stacja. Elle est également frontalière de la Biélorussie.